# Organización Continental Latinoamericana y Caribeña de Estudiantes
La Organización Continental Latinoamericana y Caribeña de Estudiantes (OCLAE) representa a treinta y ocho Federaciones Estudiantiles (38) en la región, incluye organizaciones del Movimiento Estudiantil Secundarista, Universitario y Posgraduado de 24 países del Continente Americano con más de 100 millones de miembros.
Dentro de sus principales objetivos de trabajo se encuentran: luchar por la erradicación del analfabetismo, la asequibilidad de la enseñanza, el bienestar estudiantil y la igualdad con mayor cobertura a la educación; la defensa de la autonomía universitaria, el cogobierno en los centros estudiantiles, la libertad y la pluralidad de la academia y la enseñanza pública y gratuita; promover y desarrollar la solidaridad efectiva de los estudiantes en su lucha contra el fascismo, el imperialismo, el colonialismo, el neocolonialismo, el hambre, la injusticia social y toda conducta o manifestación que lesione la dignidad humana y por la unidad e integración latinoamericana.
Como plataforma gremial estudiantil ostenta estatus Consultivo en el Consejo Económico Social de Naciones Unidas desde 1997 y Categoría Operacional ante la UNESCO. Asimismo la Organización se ha mantenido como plataforma de articulación del movimiento estudiantil latinoamericano en la lucha por los derechos de los jóvenes y estudiantes. Como parte de su accionar trabaja en la Red Social para la Educación Pública en América (Red-SEPAS), en la Asociación de Universidades del Grupo de Montevideo (AUGM), en el segmento del MERCOSUR Educativo, en el Consejo Directivo del Foro Social Mundial (WSF), en la Alianza Social Continental (ASC), el Foro Latinoamericano de Juventudes (FLAJ), la Federación Mundial de Juventudes Democráticas (FMJD) y de la Sección de Educación Superior de la Internacional de la Educación para América Latina (IE). Desde 2014 forma parte de los Consejos Directivos del Espacio Latinoamericano de Educación Superior (ELACES) y de la Asociación de Consejos de Rectores de América Latina y el Caribe (ACRULAC), en representación del estamento estudiantil.
El mártir de la OCLAE es el dirigente estudiantil puertorriqueño José Rafael Varona, muerto a consecuencia de un bombardeo norteamericano cuando se encontrabaa de recorrido por Vietnam.

## Estructura y Miembros

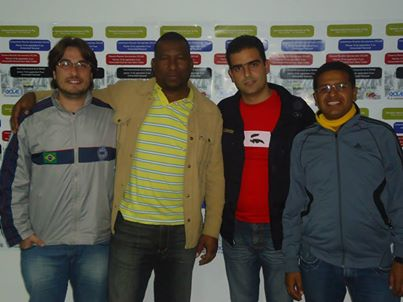
Secretariado Ejecutivo de la OCLAE en Bogotá, Colombia (septiembre de 2013). De izquierda de derecha Mateus Fiorentini, Brasil; Calixto French Naar, Nicaragua; Ricardo Guardia Lugo (Presidente de la OCLAE), Cuba y Daniel Carbo Ordóñez, Ecuador.

El Congreso Latinoamericano y Caribeño de Estudiantes (CLAE) es el órgano superior de decisión y dirección y sus acuerdos son de obligatorio cumplimiento por los miembros. Traza la política general de la organización para el período hasta el siguiente CLAE. Los Secretariados General y Ejecutivo serán los responsables de representar a la OCLAE conforme a los lineamientos, políticas y líneas de acción que tracen los CLAE. 

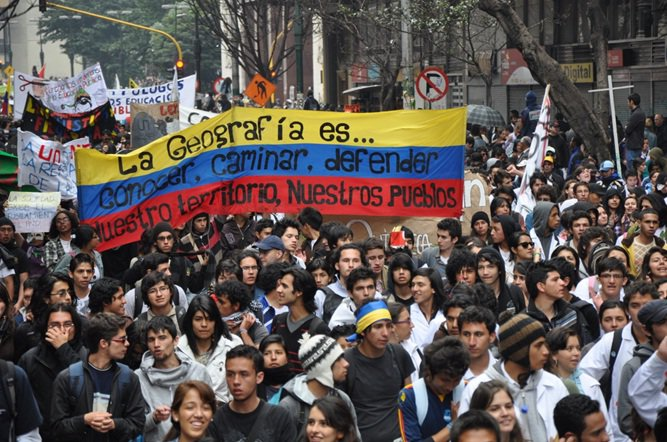
El logro de una educación pública, gratuita, de calidad, popular, transformadora y liberadora es uno de los principales propósitos de lucha de la OCLAE. En la imagen marcha estudiantil en Colombia.

Actualmente el Secretariado General está conformado por 17 organizaciones estudiantiles del continente, mientras el Ejecutivo está compuesto por la Federación Estudiantil Universitaria (FEU) de Cuba, la Unión Nacional de Estudiantes de Nicaragua, la Federación de Estudiantes Universitarios del Ecuador y la Unión Nacional de Estudiantes de Brasil (también miembros del Secretariado General). Desde su fundación y ratificada en el pasado XVII CLAE, la FEU es la presidenta de la OCLAE por lo que la Sede de su Secretariado radica en Cuba.
Actualmente 38 organizaciones son miembros de la OCLAE en categoría de Plenas, Asociadas, Amigas o con estatus Consultivo:
- Federación Estudiantil Universitaria de Cuba (FEU)
- Unión Nacional de Estudiantes de Nicaragua (UNEN)
- Unión Nacional de Estudiantes de Brasil (UNE)
- Federación de Estudiantes Universitarios del Ecuador (FEUE)
- Federación Universitaria Pro Independencia de Puerto Rico (FUPI)
- Federación de Estudiantes Dominicanos (FED)
- Federación de Estudiantes de la Enseñanza Media de Cuba (FEEM)
- Federación de Estudiantes Secundarios de Nicaragua (FES)
- Federación de Estudiantes Universitarios de la Universidad de Costa Rica (FEUCR)
- Federación de Estudiantes de la Universidad Nacional de Costa Rica (FEUNA)
- Federación de Estudiantes Universitarios de Uruguay (FEUU)
- Federación Universitaria Argentina (FUA)
- Organización Bolivariana Estudiantil, Venezuela (OBE)
- Federación de Estudiantes de la Universidad Católica Boliviana (FEUCB)
- Confederación Universitaria Boliviana (CUB)
- Confederación de Estudiantes Secundarios de Bolivia (CESB)
- Federación de Estudiantes Politécnicos de Ecuador (FEPE)
- Federación de Estudiantes Secundarios del Ecuador (FESE)
- Federación de Estudiantes de Perú (FEP)
- Asociación Colombiana de Estudiantes Universitarios (ACEU)
- Federación de Estudiantes Universitarios de Colombia (FEU-C)
- Asociación Nacional de Estudiantes de Secundaria de Colombia (ANDES)
- Unión Brasilera de Estudiantes Secundaristas (UBES)
- Federación de Estudiantes Universitarios de Venezuela (FEUV)
- Asociación Nacional de Posgraduados de Brasil (ANPG)
- Federación de Estudiantes Universitarios de Guadalajara, México (FEU)
- Confederación de Estudiantes de Chile (CONFECH)
- Coordinadora Nacional Estudiantes Secundarios de Chile (CONES)
- Federación de Estudiantes de la Universidad de Asunción, Paraguay (FEUNA)
- Federación de Centros de Estudiantes de la Universidad Simón Rodríguez, Venezuela (FCU-UNESR)
- Consejo Nacional de Estudiantes del Sistema de Educación Socialista, Venezuela (CONESES)
- Federación Venezolana de Estudiantes de Educación Media (FEVEEM)
- Federación de Estudiantes Universitarios de Centroamérica (FEUCA)
- Frente Estudiantil Revolucionario 29 de Noviembre, Panamá (FER 29)
- Asociación de Estudiantes Universitarios, Guatemala (AEU)
- Federación de Estudiantes Universitarios de Honduras (FEUH)
- Confederación de Estudiantes de México (CEM)
- Asociación General de Estudiantes Universitarios Salvadoreños, El Salvador (AGEUS)
- Guild of Undergraduate, Barbados.
- Guild of Undergraduate, Trinidad y Tobago.
- Frente Nacional de Estudiantes de Haití (FENEH)
- Unión de Estudiantes Terciarios de Jamaica (JUTS)

## Un poco de historia
Los estudiantes en América Latina han constituido uno de los sectores sociales más activos en los reclamos de sus derechos desde inicios del siglo XX. A partir de entonces iniciaron una gran lucha contra el sistema anacrónico de enseñanza y realizaron un arduo trabajo a favor de una reforma universitaria que abarcaría todo lo relacionado con lo político, administrativo y académico. Su expresión más alta en la época fue la Reforma de Córdoba, con el lanzamiento del Manifiesto Liminar en 1918 cambiando por completo la conciencia del estudiantado y su papel en la sociedad.
Durante los años 20, 30 y 40 el estudiantado latinoamericano lucha bajo las banderas del cogobierno en las universidades, la autonomía, la cátedra libre, la integración latinoamericana, entre otros y forman parte de los sectores que combaten a los regímenes dictatoriales y pro imperialistas que desgobernaban el continente.
A mediados de abril de 1948, en Bogotá, Colombia, se lleva a cabo un Congreso, bajo el contexto internacional del fin de la Segunda Guerra Mundial, los frentes nacionales contra el fascismo y la gestación de la guerra fría. En este fortalece la idea de crear una entidad estudiantil a escala continental. Pero entonces no se materializó por lo que se conoce como el Bogotazo, una represión sangrienta en la que asesinaron al líder progresista Jorge Eliécer Gaitán. A este congreso asistió un delegado cubano llamado Fidel Castro Ruz, futuro líder de la Revolución Cubana.
Tras la realización de los tres primeros Congresos Latinoamericanos de Estudiantes (CLAE) en 1955, 1957 y 1959; en 1961 la Conferencia Internacional de Estudiantes intenta realizar el autonombrado IV CLAE creado y financiado por los Estados Unidos, en Brasil, con el objetivo de dividir y aislar el movimiento estudiantil, intención que fracasa por la denuncia de la mayoría de las federaciones.
Del 20 de julio al 11 de agosto de 1966 se celebra en Cuba el verdadero IV CLAE, con el voto de 23 organizaciones se decide crear la Organización Continental Latinoamericana de Estudiantes, a la que se le agregaría posteriormente el término Caribeña, y es elegida la FEU de Cuba para presidirla.
Los Congresos Latinoamericanos y Caribeños de Estudiantes se continuaron realizando en los 70, 80 y 90 discutiendo los lineamientos de trabajo de la organización para los próximos períodos, acordando acciones de solidaridad con pueblos oprimidos por el imperialismo y en procesos de luchas por la liberación nacional, así como reafirmando los principios fundacionales de la OCLAE. Los principales ejes de lucha han sido en diferentes momentos: el neoliberalismo, los TLC y el ALCA, así como la necesidad de obtención de una educación pública, gratuita y de calidad.

## Congresos Latinoamericanos y Caribeños de Estudiantes (CLAE)
- I CLAE: julio de 1955, en Montevideo Uruguay, iniciándose con este la 1.ª etapa organizativa del movimiento estudiantil en la región.
- II CLAE: del 20 al 30 de abril de 1957, en La Plata, Argentina. Este congreso condenó las dictaduras de Trujillo en República Dominicana, de Batista en Cuba, de Pérez Jiménez en Venezuela, y Castillo de Armas en Guatemala.
- III CLAE: septiembre de 1959, en Caracas, Venezuela. Congreso marcado por la influencia que tuvo para toda América Latina el triunfo de la Revolución Cubana.
- IV CLAE: del 20 de julio al 11 de agosto de 1966, en La Habana, Cuba. Se realiza bajo la consigna: “Por la Unidad antimperialista del estudiantado latinoamericano”. La designación de Cuba como sede constituyó un acto de apoyo a la agredida y joven revolución. El 11 de agosto queda formalmente constituida la OCLAE, como parte de las resoluciones aprobadas en el Congreso.
- V CLAE: del 13 al 19 de mayo de 1973, en Santiago de Chile. Bajo la consigna: “La unidad antimperialista es la táctica y estrategia de la victoria”. Constituyó un masivo respaldo al proceso revolucionario emprendido en Chile y al gobierno de Unidad Popular encabezado por Salvador Allende.
- VI CLAE: marzo de 1979, en La Habana, Cuba. Se realiza en homenaje al XX Aniversario del triunfo de la Revolución Cubana. Fueron creadas la Orden “José Rafael Varona” y la Distinción “11 de agosto”.
- VII CLAE: septiembre de 1983, en Nicaragua. “Todas las voces, todos los brazos, todo el corazón de los estudiantes revolucionarios en contra del imperialismo yanqui”. Constituyó un respaldo a la Revolución Sandinista que se encontraba agredida por las fuerzas de la contrarrevolución apoyadas por los Estados Unidos.
- VIII CLAE: enero de 1987, en La Habana, Cuba. “La unidad antimperialista es la táctica y la estrategia de la victoria”. Se celebra el aniversario 20 de la revista OCLAE. Se emiten resoluciones de solidaridad con los estudiantes chilenos, salvadoreños y nicaragüenses.
- IX CLAE: del 5 al 7 de noviembre de 1992, en Montevideo, Uruguay. “Somos la generación de la integración, por el derecho de todos a la educación, por la unidad de nuestra América”. Fue un evento importante porque marcó la continuidad de la organización en un momento en que muchos dudaron de la necesidad de su existencia.
- X CLAE: agosto de 1995, en República Dominicana. Bajo la consigna: “Por los derechos estudiantiles y la integración regional”. Se celebró el 29 aniversario de la organización.
- XI CLAE: del 8 al 14 de febrero de 1998, en Brasilia, Brasil. Bajo la consigna “Una nueva educación para un nuevo milenio”. Continuó la revitalización de la Organización, con un carácter más gremial y representativo, y se planteó también la necesidad de integración de todas las fuerzas estudiantiles y juveniles.
- XII CLAE: del 1 al 4 de abril de 2000, en La Habana. Cuba. Bajo la consigna “La unidad será siempre el camino de la victoria”. Se realiza la primera fase del plan organizativo para el movimiento secundarista, por lo que se debate sobre la reforma educacional de la Enseñanza Media en América Latina. Participó como invitado el Comandante en Jefe Fidel Castro Ruz y en uno de sus espacios fue fundada la Tribuna Antimperialista de La Habana.
- XIII CLAE: del 29 de noviembre al 2 de diciembre de 2002, en Guadalajara, México. “Otra América es Posible”. El eje central del evento fue la lucha por la desaparición del Área de Libre Comercio Para las Américas (ALCA).
- XIV CLAE: del 28 de febrero al 2 de marzo de 2005, en Sao Paulo, Brasil. Bajo la consigna “Otra América es Posible”. Coincidió con la Bienal de Cultura y Arte de la UNE por lo que el espacio estuvo matizado por el accionar de la cultura brasileña en la expresión del estudiantado. Se hace un llamado a la Caravana por la Integración Latinoamericana, manifestando así la posición de los estudiantes ante el proceso de unidad en Nuestra América.En la imagen miles de estudiantes latinoamericanos y caribeños reunidos en la Plaza de la Revolución de Managua, Nicaragua clausurando el 17 Congreso de la OCLAE.

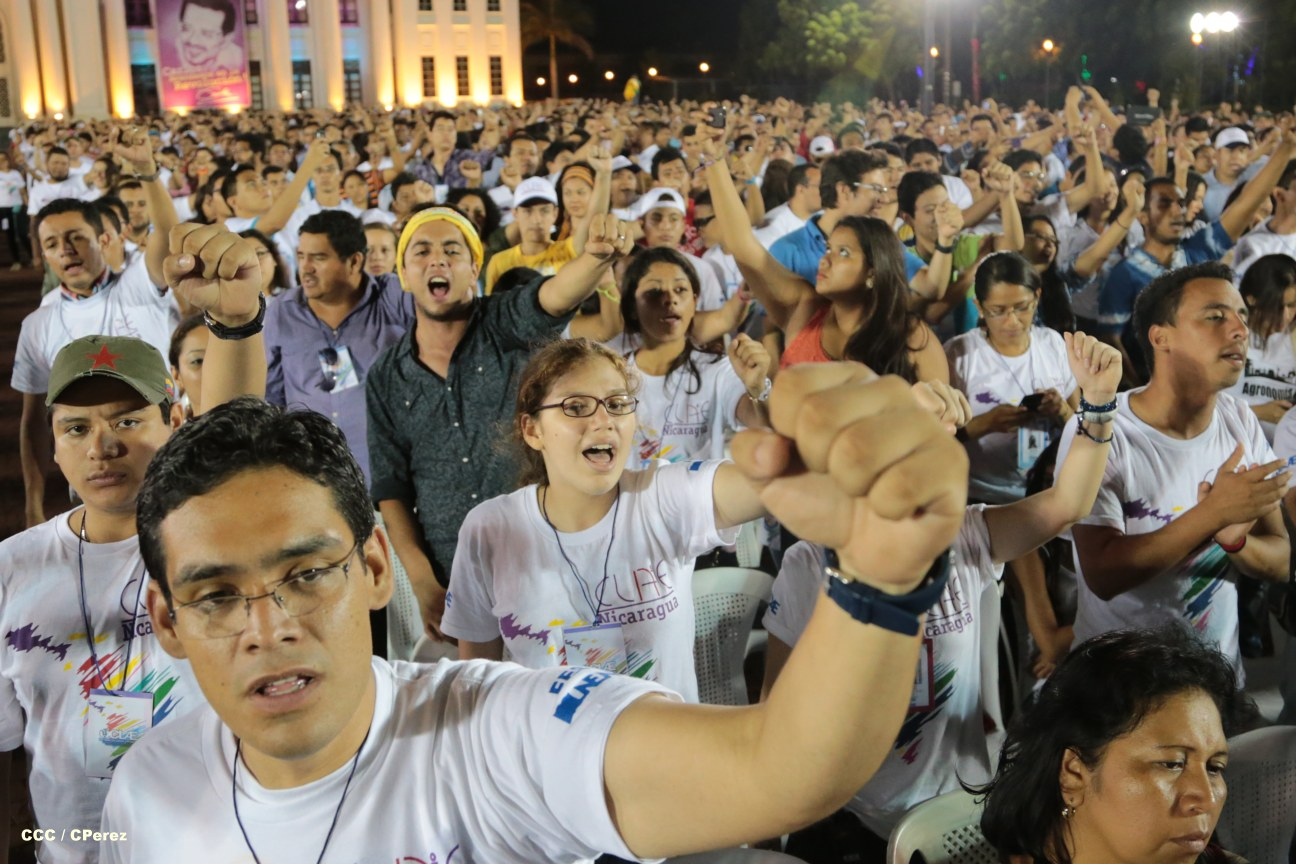
En la imagen miles de estudiantes latinoamericanos y caribeños reunidos en la Plaza de la Revolución de Managua, Nicaragua clausurando el 17 Congreso de la OCLAE.

- XV CLAE: del 12 al 17 de noviembre de 2007, en Quito, Ecuador. Bajo la consigna “Unida, América Latina Triunfa”. Constituyó un respaldo de los estudiantes a los procesos de integración que se impulsaban en América Latina y el Caribe. Concluyó con una masiva marcha de los participantes en saludos al Día Internacional del Estudiante.
- XVI CLAE: del 10 al 15 de agosto de 2011 en Montevideo, Uruguay. “Por nuestra América: educación, unidad y libertad”. El eje central fue el debate por el logro de una educación pública, gratuita y de calidad. Se realizó una gran marcha estudiantil y se llevaron a cabo acciones de solidaridad con las luchas de los estudiantes chilenos.
- XVII CLAE: del 17 al 22 de agosto de 2014 en Managua, Nicaragua. Con la consigna “Por América Latina: Pintando la nueva educación, unidad y transformación" se discutieron temas relacionados con educación, movimiento estudiantil y coyuntura política y fue un llamado a la cohesión del movimiento estudiantil. El Congreso incluyó un Encuentro de Secundaria y otro de Mujeres Estudiantes y rindió homenaje al Comandante Hugo Chávez. Representó el retorno de este espacio a Centroamérica y marcó el accionar de la OCLAE para los próximos años donde se cumplen los aniversarios 50 de esta plataforma y 100 de la Reforma de Córdoba. Fue clausurado en la Plaza de la Revolución de Managua con la presencia del Comandante Daniel Ortega, Presidente de Nicaragua.
- XVIII CLAE: del 20 al 26 de mayo de 2019 en Caracas, Venezuela. "Unidad, lucha anti-imperialista y educación emancipadora". Se realizó en el Complejo Cultural Teatro Teresa Carreño, con la participación de aproximadamente 4000 estudiantes de 38 organizaciones de todo el continente.[1][2]

## Presidentes de la OCLAE
- Arquímedes Columbié.	1966-1967
- Rolando Fuentes.	1967-1967
- Humberto Hernández Reinosa.	1967-1968
- Roberto de Armas Sánchez.	1968-1969
- Boris Reyes Sánchez.	1969-1971
- Jesús Reyes Arencibia.	1971-1979
- Fernando Remírez de Estenoz.	1979-1981
- Jorge González Riera.	1981-1984
- Ángel Arzuaga Reyes.	1984-1986
- Ana María Pellón Sáez.	1986-1988
- Jorge Arias Díaz.	1988-1992
- Sergio Vigoa de la Uz.	1992-1993
- Juan Carlos Carballido.	1993-1994
- Randy Alonso Falcón.	1994-1996
- Kenia Serrano Puig.	1996-1998
- Yosvani Díaz Romero.	1998-2001
- Yanelis Martínez Herrera.	2001-2003
- Ernesto Fernández Sánchez.	2003-2005
- Gisleidys Sosa Cabrera.	2005-2006
- Luis Arza Valdés.	2006-2008
- Roberto Obregón García.	2008-2009
- Yordanis Charchaval de la Rosa.	2009-2011
- Reynier Limonta Montero.	2011-2012
- Ricardo Guardia Lugo.	2012-2015
- Heidy Villuendas Ortega. 2015-2017
- Yordan Bango Porro. 2017-2018
- Mirthia Brossard Oris. 2018-2019.
- Flavia Villarreal Soler. 2019-2020.
- Leonel Pérez Freeman. 2020-2022
- Miguel Ángel Machado Rojas. 2022-2024
- Sheyla Ibatao Ruiz.  2024-act.